# Hitoyoshi
Hitoyoshi (japanska: 人吉市?, Hitoyoshi-shi) är en stad i Kumamoto prefektur i Japan. Staden fick stadsrättigheter 1942.